# Cantonul Nantes-8
Cantonul Nantes-8 este un canton din arondismentul Nantes, departamentul Loire-Atlantique, regiunea Pays de la Loire, Franța.